# Intel Core
Intel Core och vidareutvecklingen Intel Core 2 är en familj av processorer tillverkad av det amerikanska företaget Intel. Processorn används i bärbara datorer, såväl som i exempelvis arbetsstationer och servrar. I samband med lanseringen av Intel Core inleddes ett samarbete mellan Intel och Apple, som då för första gången började använda Intel-processorer i sina Macintosh-datorer. Intel Core-serien är baserad på Pentium M som i sin tur är baserad på Pentium III och tidigare modeller, alltså inte Pentium 4 som tidigare fyllde delvis samma produktsegment.

## Olika typer

### Intel Core
Processortypen är baserad på 65 nm-teknik och finns i två varianter, båda introducerade januari 2006:
- Intel Core Solo – med en processorkärna
- Intel Core Duo – med två processorkärnor

### Intel Core 2
Processortypen introducerades i juli 2006, då baserad på 65 nm-teknik. Vidareutveckling byggd på 45 nm lanserades i januari 2008. Processortypen finns i fyra varianter:
- Intel Core 2 Solo – med en processorkärna. Avsedd för bärbara datorer. Lanserad september 2007.
- Intel Core 2 Duo – med två processorkärnor. Lanserad juli 2006.
- Intel Core 2 Quad – med fyra processorkärnor. Lanserad januari 2007.
- Intel Core 2 Extreme – med två eller fyra processorkärnor. Olåst "multiplier", vilket medger överklockning. Lanserad juli 2006.